# Logette
Une logette en élevage est un équipement permettant aux vaches de se coucher séparément afin d'avoir leur propre place pour dormir ou se reposer.

## Les types de logettes
Les logettes simplement bétonnées seront moins couteuses à la mise en place. Les logettes avec un tapis simple seront un peu plus couteuses que le béton simple, mais les vaches auront un meilleur confort. Les logette équipées de matelas seront les plus couteuses, mais les vaches auront un confort maximum par rapport aux deux autres types de logette.

## Les types de litière par types de logette
Pour les logettes béton, il est recommandé d'avoir une bonne épaisseur de paille afin d'avoir un confort optimum pour les vaches laitières. Pour les logettes tapis et matelas, plusieurs alternatives sont possibles. Il peut être utilisé de la paille entière, broyée, du menu paille, de la farine de paille et de la sciure. Il est toutefois possible de ne rien mettre.

## Le temps de travail de l'éleveur relativement aux logettes
Pour un entretien des logettes manuel en conduite lisier, le temps de travail sera de 40 minutes par jour. Pour une conduite fumier il sera de 80 minutes par jour. Pour un nettoyage mécanisé mais un apport de litière manuel, le temps de travail est de 20 minutes par jour en conduite lisier et 60 minutes en conduite fumier. Pour un entretien manuel mais un apport de litière mécanisé, le temps de travail est de 35 minutes par jour en conduite lisier et 45 minutes en conduite fumier. Pour un entretien et un apport 100% mécanisés, le temps de travail est de 10 minutes par jour en conduite lisier et 15 minutes en conduite fumier.
Pour l'entretien mécanisé des logettes, le prix des machines est très variable : de 150€ pour une simple balayeuse à pousser à 17 000€ pour une balayeuse équipée d'un bac de 500 litres pour remettre la litière en place (aucun travail manuel avec cet engin). Ce sont donc ces coûts qui définissent les choix des agriculteurs en fonction de leur élevage.